# 飛行員冰原島峰
85°11′S 168°58′W / 85.183°S 168.967°W
飛行員冰原島峰（英語：Aviator Nunatak），是南極洲的冰原島峰，位於阿蒙森海岸，由3座島峰組成，處於韋爾斯山以東6公里的利夫冰川上游，由新西蘭探險隊命名，現時由南極條約體系管理。